# 默希河

默希河是印度的河流，位於該國西部，發源自中央邦，流經古吉拉特邦和拉賈斯坦邦，最終在坎貝附近注入阿拉伯海，河道全長583公里，流域面積34,842平方公里。

## 外部連結
- Mahi Basin (Department of Irrigation, Government of Rajasthan)

22°16′N 72°58′E / 22.267°N 72.967°E